# Сергије Глумац
Сергије Глумац (Ужгород, 12. јануар 1903 — Загреб, 23. децембар 1964.) био је сликар, графички дизајнер и сценограф.  

## Биографија
Сергије Глумац је рођен у Ужгороду од оца Милоша војног старешине, пореклом из околине Шибеника, али се често селио због очевог позива. Након завршених нижих разреда средње школе у Бечу, почео је да се обучава за морнара 1917. Са родитељима се 1919. преселио у Београд, где је похађао Реалну гимназију и ванредно учио сликарство на Уметничкој школи у Београду у класи професора Љубомира Ивановића. 1921. одселили су се за стално у Загреб, где је Глумац завршио последња два разреда гимназије. Студирао је архитектуру у Берлину и сликарство у Академију у Загребу од 1923. до 1927. Усавршавао се 1925-1926 у атељеу Андреа Лота у Паризу.
Глумац је приватно и професионално био повезан са загребачком јеврејском породицом Александер која је била власник Прве хрватске фабрике уља. За ову фабрику је Глумац током 1930-их као графички дизајнер израдио визуелни идентитет уз координацију целокупне промотивне кампање: од пласирања производа на тржиште преко опсежног оглашавања до организовања презентације на значајним сајмовима као што су Загребачки и Љубљански велесајам.
Глумчеву заоставштину (око 3.000 радова) његова удовица Бланка поклонила је 1990. године Графичком опдељењу ХАЗУ, Музеју сувремене умјетности и Народној галерији у Загребу.

## Самосталне изложбе
- Загреб (1931, 1958)
- Београд (1956)

## Групне изложбе
- Југословенско вајарство и сликарство (Лондон 1930),
- Југословенска графика (Мец, Сарбрикен 1933; Кошице, Оденсе 1938),
- Група загребачких уметника (Загреб 1934–36),
- Пола века хрватске уметности (Загреб 1938/39) ,
- Ликум и Удружење ликовних уметника Хрватске (1948–65),
- Хрватска графика (Загреб 1954),
- Сто листова југословенске модерне графике (у више европских и јужноамеричких градова 1953–55).

### Постхумно:
- Андре Лот и његови југословенски студенти (Београд 1974),
- Експресионизам и хрватско сликарство (Загреб 1980),
- Кубизам и хрватско сликарство (Загреб 1981).

## Уметничко стваралаштво
Сергије Глумац је сликао и цртао социјалне мотиве, бродове, фабричке радионице и машине (Радници 1928). Композицију је градио на чврстом облику и конструктивном разлагању простора, те на интензивним контрастима светлости. Радио је бакрописе, литографије, дрворезе, линорезе, пастеле и цртеже. Издао је графичке мапе Метро (1928), Париз (1929), Бетон (1930), Дубровник (1941) и Раде Кончар (1956). Био је сценограф Хрватског народног казалишта у Загребу од 1930. до 1937.
Промене које су захватиле хрватско друштво после Другог светског рата одразиле су се и на уметнички језик, који у случају Сергија Глумца више нема експериментални карактер предратног периода. Послератни период реконструкције модернизма, након кратке соцреалистичке фазе, све до средине 1950-их био је праћен сталним тензијама и полемикама између традиционалног израза, који је тежио остваривању континуитета са предратном националном традицијом и струје која је захтевала експеримент и колективно деловање у пројекту будућности Југославије. У том напетом идеолошком тренутку Глумчево послератно графичко обликовање заснивало се на традицији ранијег периода, што му је обезбедило континуитет са модернистичком традицијом националне уметности и после Другог светског рата.